# Bruno Leyes
Bruno Javier Leyes Sosa (Mendoza, Argentina; 30 de octubre de 2001) es un futbolista argentino. Juega de centrocampista y su equipo actual es el Godoy Cruz de la Primera División.

## Trayectoria
Leyes entró a las inferiores del Godoy Cruz en 2015 proveniente del FADEP. Debutó en Primera el 20 de julio de 2021 ante Rosario Central; Leyes anotó el gol del empate transitorio en que su equipo ganó por 2-1.
Firmó su primer contrato con el club en noviembre de 2021.

## Estadísticas
Actualizado al último partido disputado el 4 de junio de 2023.
| Club                 | Div.          | Temporada     | Liga  | Liga  | Copas nacionales | Copas nacionales | Copas internacionales | Copas internacionales | Total | Total |
| Club                 | Div.          | Temporada     | Part. | Goles | Part.            | Goles            | Part.                 | Goles                 | Part. | Goles |
| -------------------- | ------------- | ------------- | ----- | ----- | ---------------- | ---------------- | --------------------- | --------------------- | ----- | ----- |
| Godoy Cruz Argentina | 1.ª           | 2020          | 0     | 0     | 3                | 0                | —                     | —                     | 3     | 0     |
| Godoy Cruz Argentina | 1.ª           | 2021          | 17    | 1     | 0                | 0                | —                     | —                     | 17    | 1     |
| Godoy Cruz Argentina | 1.ª           | 2022          | 17    | 0     | 3                | 0                | —                     | —                     | 20    | 0     |
| Godoy Cruz Argentina | 1.ª           | 2023          | 16    | 0     | 0                | 0                | —                     | —                     | 16    | 0     |
| Godoy Cruz Argentina | Total club    | Total club    | 50    | 1     | 6                | 0                | 0                     | 0                     | 56    | 1     |
| Total carrera        | Total carrera | Total carrera | 50    | 1     | 6                | 0                | 0                     | 0                     | 56    | 1     |